# Форест-Парк (Джорджія)
Форест-Парк (англ. Forest Park) — місто (англ. city) в США, в окрузі Клейтон штату Джорджія. Населення — 19 932 особи (2020).

## Географія
Форест-Парк розташований за координатами 33°37′14″ пн. ш. 84°21′29″ зх. д. / 33.62056° пн. ш. 84.35806° зх. д. (33.620543, -84.358165).  За даними Бюро перепису населення США в 2010 році місто мало площу 24,18 км², з яких 24,02 км² — суходіл та 0,16 км² — водойми.

## Демографія
Згідно з переписом 2010 року, у місті мешкало 18 468 осіб у 6034 домогосподарствах у складі 4023 родин. Густота населення становила 764 особи/км².  Було 7354 помешкання (304/км²).
Расовий склад населення:
| - 37,7 % — чорних або афроамериканців - 31,7 % — білих - 7,9 % — азіатів - 0,5 % — корінних американців - 0,1 % — вихідців з тихоокеанських островів - 19,3 % — осіб інших рас |

До двох чи більше рас належало 2,8 %. Частка іспаномовних становила 34,3 % від усіх жителів.
За віковим діапазоном населення розподілялося таким чином: 28,1 % — особи молодші 18 років, 63,2 % — особи у віці 18—64 років, 8,7 % — особи у віці 65 років та старші. Медіана віку мешканця становила 31,4 року. На 100 осіб жіночої статі у місті припадало 109,5 чоловіків;  на 100 жінок у віці від 18 років та старших — 109,1 чоловіків також старших 18 років.
Середній дохід на одне домашнє господарство  становив 38 906 доларів США (медіана — 31 228), а середній дохід на одну сім'ю — 44 703 долари (медіана — 37 035). Медіана доходів становила 26 542 долари для чоловіків та 26 831 долар для жінок. За межею бідності перебувало 34,1 % осіб, у тому числі 45,2 % дітей у віці до 18 років та 20,3 % осіб у віці 65 років та старших.
Цивільне працевлаштоване населення становило 7385 осіб. Основні галузі зайнятості: будівництво — 13,5 %, освіта, охорона здоров'я та соціальна допомога — 12,1 %, роздрібна торгівля — 12,0 %.